# Grünschwanz-Glanzstar
Der Grünschwanz-Glanzstar (Lamprotornis chalybaeus) ist eine in Afrika südlich der Sahara vorkommende Vogelart aus der Gattung Eigentliche Glanzstare (Lamprotornis), die sich in vier Unterarten unterteilt. Er gehört zur Familie der Stare (Sturnidae) aus der Ordnung der Sperlingsvögel (Passeriformes) und mit etwa 22,8 cm zu den kleineren Staren, die sich bevorzugt in der offenen Savanne mit leichtem Baumbestand aufhalten. Der adulte Grünschwanz-Glanzstar hat ein stark irisierendes, metallisch glänzendes, grünlich-blaues Gefieder und auf den angelegten Flügeln sind zwei Reihen dunkler Punkte sichtbar. Er ernährt sich von verschiedensten Früchten, Samen und Insekten.

## Merkmale

### Körperbau und Gefieder
Der 21,5–24 cm lange adulte Grünschwanz-Glanzstar hat über alle 4 Unterarten betrachtet ein Gewicht zwischen 66–106 Gramm. Weibchen und Männchen fallen etwa gleich groß aus. Er hat ein stark irisierendes, metallisch glänzendes Federkleid. Das Gefieder erhält sein Farbenspiel durch sogenannte Strukturfedern, die ihre Farben nur durch Lichtbrechung und ohne Pigmente hervorrufen. Der besondere Glanz wird durch die in der Struktur der Federn eingebundenen Melanosome in den Melanozyten, die unter einem Keratinfilm liegen, hervorgerufen. Das Besondere dieser Melanosome sind ihre plättchenartige und innen hohle Form. Die Plättchen sind einfach und/oder vielfach geschichtet und dabei in ihrer Ordnung einheitlich oder auch alternierend (wechselweise) angeordnet.
Kopf, Hals, Nacken und Schultern sowie der Rücken der nominalen Form weisen grüne glänzende Federn mit einem leichten bläulichen Stich auf. Der Rumpf ist blau, mit einer leicht violetten Note auf der unteren Brust, die zum Steiß hin leicht purpurfarben wird. Der Schwanz ist relativ kurz jedoch länger als beim Messingglanzstar (Lamprotornis chloropterus) und die Schwanzfedern sind bläulich-grün. Auf den angelegten Flügeln fallen zwei Reihen dunkler Punkte auf. Die Beine und der Schnabel sind schwarz. Generell ist zu beachten, dass auf Grund unterschiedlichen Lichteinfalls die Farben des Gefieders auf Grund der Strukturfedern bei ein und demselben Vogel sehr unterschiedlich erscheint.

### Auge
Die Iris der Augen ist gelblich, orange und manchmal auch rot. Wie die meisten Vogelarten, außer den nachtaktiven Vögeln, sehen die Grünschwanz-Glanzstare ihre Umwelt anders als wir Menschen. Im Gegensatz zum Menschen hat der Star für das Farbsehen vier und nicht nur drei Fotorezeptortypen (auch Sehzellen genannt) auf der Retina (Netzhaut). Neben den für das Schwarz-Weiß-Sehen zuständigen dünneren stäbchenförmigen Rezeptoren, sind vier zapfenförmige Rezeptortypen für die Wahrnehmung bei den Staren zuständig (tetrachromatisches Sehen). Drei der vier zapfenförmigen Rezeptortypen sind für den in vom Menschen sichtbaren Bereich des Lichtes (trichromatisches Sehen) zuständig, welche die drei Grundfarben rot, grün und blau sichtbar machen. Der vierte Rezeptor ist für die Wahrnehmungen im Bereich des ultravioletten Lichtes verantwortlich, welches für den Menschen nicht sichtbar ist. Der Lichteinfall regt die verschiedenen Rezeptortypen innerhalb der stark gefalteten und mit unterschiedlich farbigen Öltröpfchen versehenen Membranen verschieden intensiv an. Auf die unterschiedlichen Wellenlängen des Lichtes reagieren die jeweils zuständigen Rezeptoren mehr oder weniger stark, so dass die unterschiedlichen Farben und Farbtöne wahrgenommen werden. Der gegenüber dem Menschen zusätzliche UV-Rezeptor lässt die Stare unsere Umwelt erheblich differenzierter bzw. anders wahrnehmen. So ist der Star in der Lage, mit Hilfe der UV-Rezeptoren Unterschiede bei den Artgenossen, den Reifegrad der Früchte oder Spuren, die wir nicht sehen, besser und einfacher zu erkennen.

### Lautäußerungen
Er hat eine heisere, krächzende Stimme und erzeugt eine Vielzahl an Lauten, die auch nasal oder schrill ausfallen können. Sein Alarmruf klingt wie ein hartes schworr. (Weblinks s. u.)

### Juvenile
Etwa sechs Wochen nach dem Schlüpfen beginnt die Bildung des ersten Gefieders, welches überwiegend braun ist. Die jugendlichen Jungvögel sehen wie die adulten Vögel aus jedoch mit wenig Glanz und noch einem hohen Anteil an braunem Rumpf und Flanken. Auch die Seiten des Kopfes sind noch eher braun. Erst im zweiten Lebensjahr verlieren sie in der Mauser die ersten Flugfedern und erhalten ihr adultes Federkleid. Die Iris der Augen ist braun und beginnt sich nach 4–5 Monaten in die goldgelbe Farbe zu ändern. Erst im jugendlichen Alter von etwa 14 Monaten ist dieser Prozess abgeschlossen.

## Lebensraum und Verbreitung

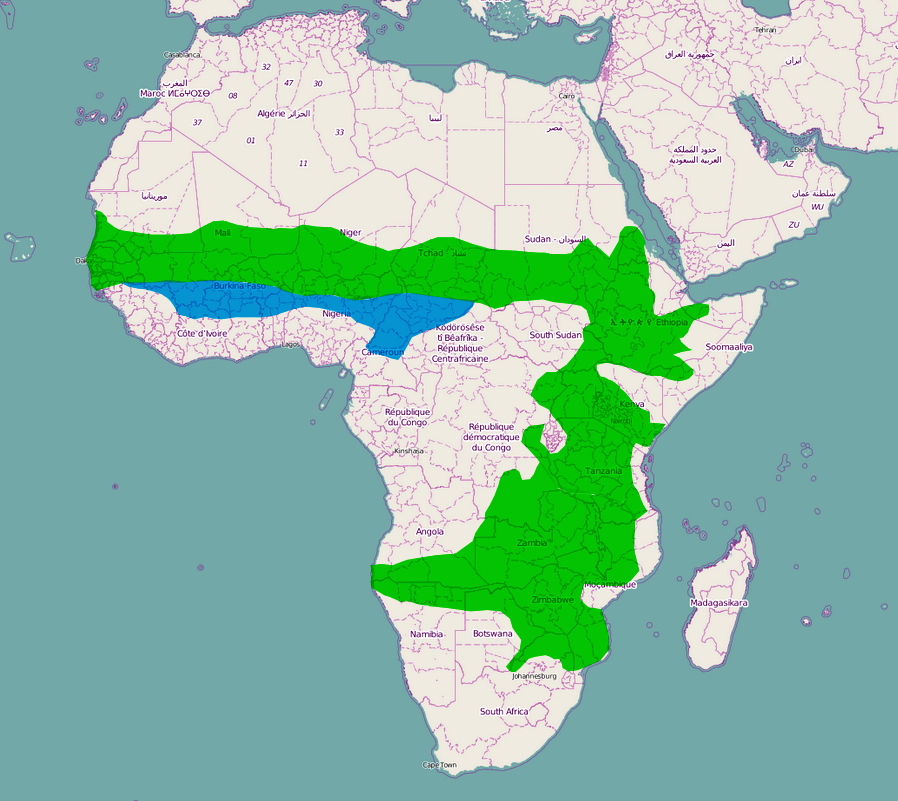
Verbreitungsgebiet des Grünschwanz-Glanzstar (Lamprotornis chalybaeus) und seiner Unterarten

Der Grünschwanz-Glanzstar gilt in einigen Teilen seines 7,83 Mio km² sehr großen Verbreitungsgebietes als saisonal mobil und teilweise nomadische Art. In seinem Verbreitungsgebiet in Afrika südlich der Sahara sind die Vorkommen sehr regional präsent und liegen vom Senegal im Westen in einem Band über den Kontinent hinweg bis in den Sudan im Osten und dort weiter südlich bis in den Nordosten Südafrikas. In den nördlichen Landesteilen von Guinea, Elfenbeinküste, Ghana, Togo und Benin gilt er als saisonal vorkommende nicht brütende Art. Ebenso gilt er als nicht brütend in den mittleren Landesteilen Nigerias sowie großen Teilen des nördlichen Kameruns. Als brütend vorkommende Art ist er in Südmauretanien, Senegal, Gambia, Südmali, Burkina Faso, Nordnigeria, Niger, der Nordspitze Kameruns, Tschad, im nördlichen und östlichen Grenzgebiet des Südsudans, im Süden des Sudans, Eritrea, Äthiopien, im südöstlichen Grenzgebiet der Demokratischen Republik Kongo, in Uganda, Nordruanda, Burundi, Kenia, Tansania, Sambia, Malawi, Mosambik, Simbabwe, Nordbotswana, Südangola, Nordnamibia und im Nordosten Südafrikas bekannt. Er ist die flächenmäßig am weitesten verbreitete Art der Eigentlichen Glanzstare (Lamprotornis), die alle nur auf dem afrikanischen Kontinent südlich der Sahara natürlich vorkommen.
Sein Lebensraum ist die offene Savanne mit hohen Bäumen und dichter bewachsenem Grund sowie Buschland und Wälder an größeren Flüssen. Bevorzugt findet er sich in Gebieten mit Mopane (Colosphermum mopane) und Akazien Baumbestand. In Eritrea konnte er oft am Fuß von Hügeln beobachtet werden. In Tschad und Botswana findet er sich überwiegend entlang größerer Flüsse und Gewässer mit üppiger Vegetation. Auch in moorartigen Landschaften wurde er beobachtet sowie in kultivierten und bewohnten Gegenden bis hin zu Städten.

## Lebensweise und Verhalten

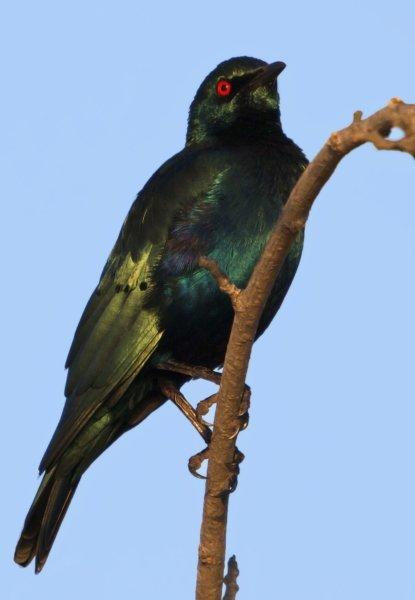
Grünschwanz-Glanzstar (Lamprotornis chalybaeus chalybaeus)

Innerhalb der Brutzeit tritt die als monogam eingestufte Starenart als Paar auf und zeigt in dieser Zeit ein territoriales Verhalten. Außerhalb der Brutzeit tritt der Grünschwanz-Glanzstar sowohl in kleineren Gruppen als auch in größeren Schwärmen von 300 und mehr Vögeln auf, die dann in einer flexiblen Sozialstruktur zusammenleben. So gibt es zwei unterschiedliche Weisen des Zusammenlebens. Ein geringerer Teil tritt in familiären Strukturen auf, bei denen ein oder mehrere Elternpaare zusammen mit einigen Jungvögeln das ganze Jahr hindurch resident in einem Gebiet leben. Dagegen sucht die überwiegende Mehrheit nur zur Brutzeit die angestammte Regionen auf und zieht den Rest des Jahres wandernd in anderen Gebieten umher, wie es in Malawi und Kenia beobachtet wurde. Innerhalb dieser Art gilt eine Rangordnung, bei der innerhalb der adulten Grünschwanz-Glanzstare die männlichen Exemplare die weiblichen dominieren. Innerhalb der Gruppe der Juvenilen stellt sich diese Verhaltensweise auch schon dar.
Diese Starenart ernährt sich überwiegend in einem hüpfenden Gang am Boden, aber auch gelegentlich in Bäumen sitzend von Früchten, wie unter anderem von verschiedenen Feigenarten (ficus) und Boscia senegalensis aus der Familie der Kaperngewächse (Capparaceae) sowie gelegentlich in den sehr trockenen Regionen auch vom Niembaum (Azadirachta indica). Ebenso wurde der Verzehr der Früchte vom Zahnbürstenbaum (Salvadora persica), Karandapflaume (Carissa edulis), Euclea divinorum einem Ebenholzgewächs (Euclenacea), Olivenbaum (Olea europaea), Aptodytes dimidiata aus der Familie der Icacinaceae, Guibourtia coleosperma und Syzygium festgestellt sowie verschiedene Samen und der Nektar der Agave sisalana aus der Familie der Spargelgewächse (Asparagaceae). Auch gehören Insekten wie Ameisen, Termiten, Käfer oder Heuschrecken oder aber kleine Frösche und Eidechsen zum Ernährungsplan, die sie besonders gern nach einem Brand aufpicken. Es wurde beobachtet, dass die Grünschwanz-Glanzstare mit Herdentieren mitziehen und hinter diesen den aufgewühlten Boden nach Fressbarem absuchen. Dieses erfolgt öfter auch nahezu „industriell“, indem sie in einer Reihe nebeneinanderher laufen und dabei den Boden absuchen. Ebenso wurde beobachtet wie sie Schafe, Afrikanische Büffel (Syncerus cafer), Streifengnus (Connochaetes taurinus) oder Steppenzebras (Equus quagga) überaus vorsichtig von Ektoparasiten befreiten, die ebenso zu ihrem Ernährungsprogramm gehören. In der Nähe von Siedlungen bedienen sie sich auch an Abfällen des Menschen. Pfützen dienen zum Trinken und Baden.
Bei Alarm flüchten die Grünschwanz-Glanzstare und lassen sich erst nach einiger Zeit in Bäumen nieder. Dann eine ganze Weile später starten sie erneut, ganz so als ob sie gerade auf einer langen Reise eine Pause eingelegt hätten. Ihre Flugweise ist direkt und gradlinig mit kurzen Flügelschlägen. Die Schlafstätten suchen sie sich in Gesellschaft mit anderen Artgenossen oder auch zusammen mit anderen Starenarten wie dem Dreifarben-Glanzstar (Lamprotornis superbus) oder Lappenstar (Creatophora cinerea) auf Bäumen oder im Schilf. Auch wurde des Öfteren beobachtet, dass die Vögel sich mit Ameisen wie beispielsweise der Anoplolepis custodiens Flügel, Brust und die gefiederten Oberschenkel kurz und schnell abreiben. Anschließend werden diese dann entweder fallen gelassen oder aber verzehrt. Dieses Verhalten wird bei verschiedenen Vogelarten des Öfteren beobachtet und soll der Befreiung von Parasiten mit Hilfe der dann abgesonderten Ameisensäure dienen.
Seine natürlichen Feinde sind unter anderem der Wanderfalke (Falco peregrinus).

## Fortpflanzung
Die Brutsaison ist regional sehr unterschiedlich. Sie reicht in den nordwestlichen und zentralen Verbreitungsgebieten von Juni bis Oktober über März bis Juli im Nordosten und von August bis Januar im Osten und Süden Afrikas. Das Gelege besteht in der Regel aus 2–5 glatten, blauen oder blaugrünen Eiern, die manchmal auch rotbraun oder grau gesprenkelt sind und nur vom Weibchen bebrütet werden. Nach etwa 14 Tagen schlüpfen die Juvenilen und werden zuerst mit Insekten gefüttert und später dann auch mit Beeren. Nach etwa 23 Tagen verlassen die Juvenilen die Nester. Diese liegen überwiegend in einer Höhe von 2 bis 4 m, können aber auch regional bedingt darüber und darunter liegen. Die meist tassenförmig angelegten Nester befinden sich in freier Wildbahn in Baumhöhlen von Spechten, Bartvögeln und verlassenen Nestern des Alektowebers (Bubalornis albirostris), in alten morschen Baumstümpfen oder in anderen natürlichen und künstlichen Kavernen und werden mit weichem Spreu, Gras und Federn sowie gelegentlich mit grobem Gras oder auch Schlangenhaut ausgepolstert. Regional kommt es vor, dass sie ihre Nester nicht in Hohlräume bauen, sondern die Nester in dornige Büsche hineinsetzen oder auch verlassene Nester vom Heiligen Ibis (Threskiornis aethiopicus) und Abdimstorch (Ciconia abdimii) nutzen.

## Gefährdung
Gesicherte Angaben zur Größe des Weltbestandes gibt es nicht, die Art gilt jedoch im größten Teil ihres Verbreitungsgebietes als häufig und der Bestand als stabil. Der Grünschwanz-Glanzstar wird von der IUCN daher als nicht gefährdet (least concern) eingestuft.

## Unterarten

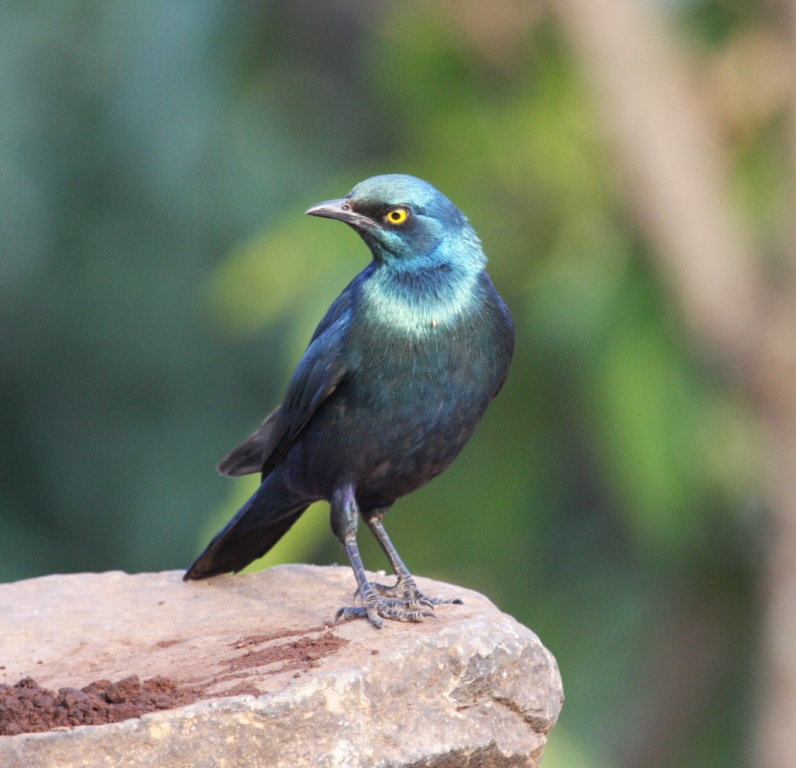
Grünschwanz-Glanzstar (Lamprotornis chalybaeus cyaniventris) auf einem Feld in Bahir Dar, Äthiopien

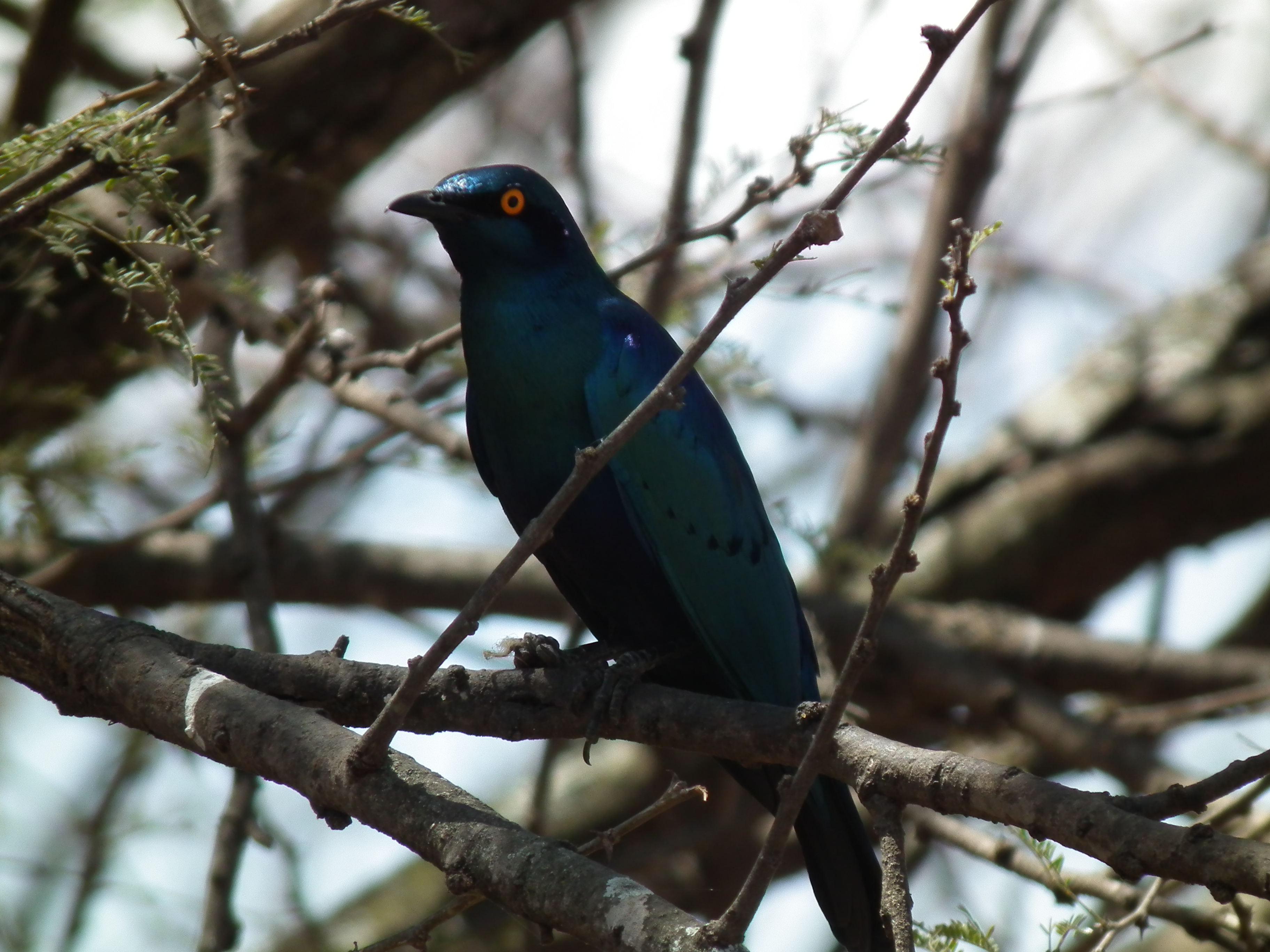
Grünschwanz-Glanzstar (Lamprotornis chalybaeus sycobius) in Tansania

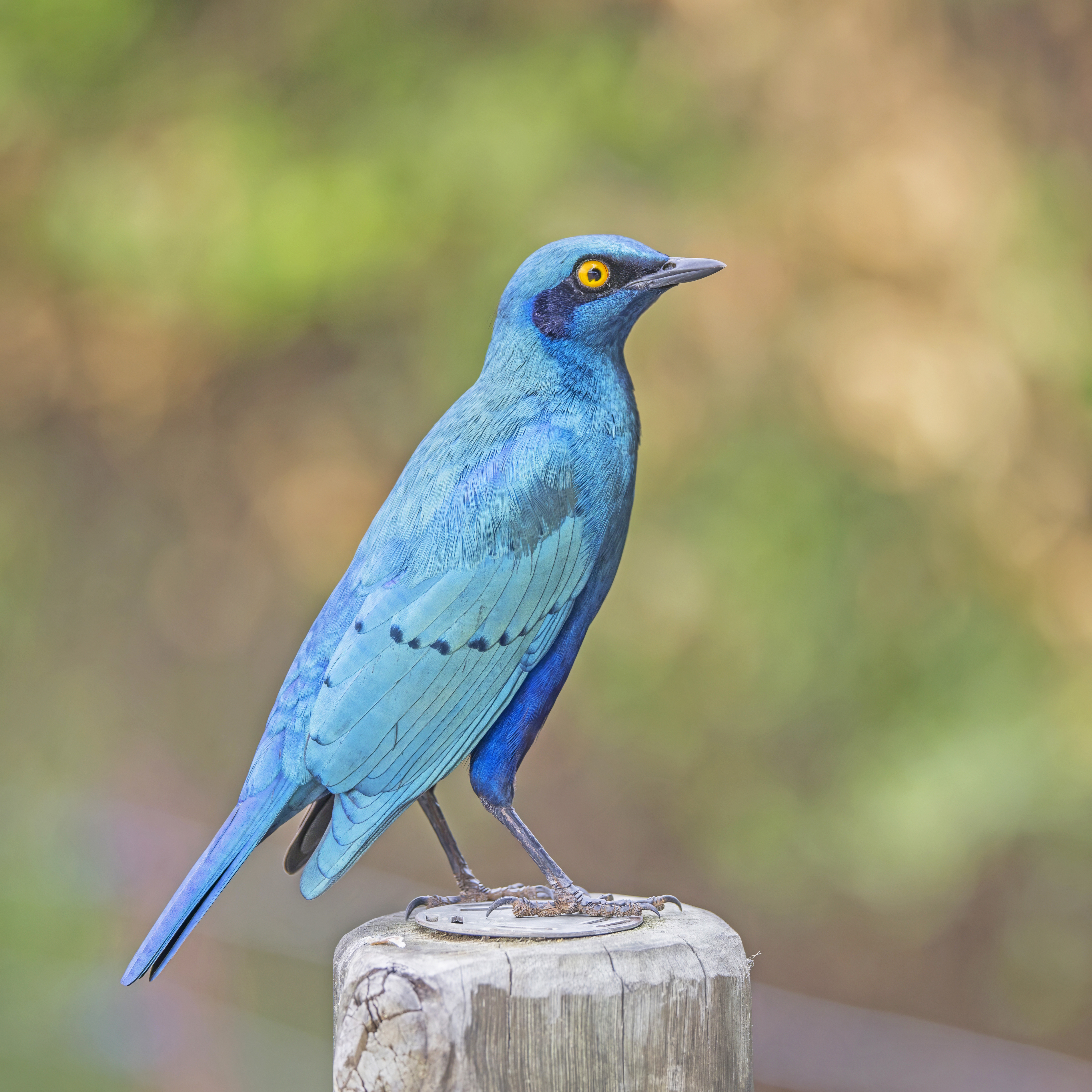
Grünschwanz-Glanzstar (Lamprotornis chalybaeus nordmanni), Krüger-Nationalpark, Südafrika

Lamprotornis chalybaeus chalybaeus ist die nominale Form, die in einem breiten Band von Senegal im Westen bis Ostsudan im Osten des Kontinents verbreitet ist.
Lamprotornis chalybaeus cyaniventris (Blyth, 1855): Sein Verbreitungsgebiet liegt in den Ländern Eritrea, Somalia und Äthiopien im Nordosten bis nach Westkenia und Ostuganda. Sein Gefieder ist an Kopf, Hals, Brust und auf der Oberseite bläulicher als die nominale Form. Der Rumpf stellt sich mehr in blau-violetten Tönen und der Steiß mehr purpurfarben dar.
Lamprotornis chalybaeus sycobius (Hartlaub, 1859): Sein Verbreitungsgebiet reicht von Südwestuganda, Burundi, Südostkenia über den Südosten der Demokratischen Republik Kongo, Tansania bis nach Mosambik. Sein Gefieder an Kopf, Nacken und Schulterpartie sind grünlicher, der Rumpf etwas bläulicher
Lamprotornis chalybaeus nordmanni (Hartert & Neumann, 1914): Sein Verbreitungsgebiet reicht von Südangola und Nordostnamibia über Botswana, Südsambia bis Simbabwe und Südafrika. Er ähnelt dem L. c. sycobius jedoch mit einem leicht kupferfarbenen Stich im blau-violett.

## Systematik
Der Grünschwanz-Glanzstar der Gattung Eigentliche Glanzstare (Lamprotornis) steht in einer Verwandtschaftsgruppe mit sechs weiteren Arten, wovon eine Art in einem direkten Verwandtschaftsverhältnis steht. Diese ist seine Schwesterart der Schillerglanzstar (Lamprotornis iris)
|  | Keilschwanz-Glanzstar (Lamprotornis acuticaudus) |
|  |                                                  |
|  | Messingglanzstar (Lamprotornis chloropterus)     |
|  |                                                  |

|  | Grünschwanz-Glanzstar (Lamprotornis chalybaeus) |
|  |                                                 |
|  | Schillerglanzstar (Lamprotornis iris)           |
|  |                                                 |

|  | Purpurglanzstar (Lamprotornis purpureus)                                                                              |
|  | |
|  | \| \| Erzglanzstar (Lamprotornis chalcurus) \| \| \| \| \| \| Rotschulter-Glanzstar (Lamprotornis nitens) \| \| \| \| |
|  | |
|  | Erzglanzstar (Lamprotornis chalcurus)                                                                                 |
|  | |
|  | Rotschulter-Glanzstar (Lamprotornis nitens)                                                                           |
|  | |

|  | Erzglanzstar (Lamprotornis chalcurus)       |
|  |                                             |
|  | Rotschulter-Glanzstar (Lamprotornis nitens) |
|  |                                             |

|  | Grünschwanz-Glanzstar (Lamprotornis chalybaeus) |
|  |                                                 |
|  | Schillerglanzstar (Lamprotornis iris)           |
|  |                                                 |

|  | Purpurglanzstar (Lamprotornis purpureus)                                                                              |
|  | |
|  | \| \| Erzglanzstar (Lamprotornis chalcurus) \| \| \| \| \| \| Rotschulter-Glanzstar (Lamprotornis nitens) \| \| \| \| |
|  | |
|  | Erzglanzstar (Lamprotornis chalcurus)                                                                                 |
|  | |
|  | Rotschulter-Glanzstar (Lamprotornis nitens)                                                                           |
|  | |

|  | Erzglanzstar (Lamprotornis chalcurus)       |
|  |                                             |
|  | Rotschulter-Glanzstar (Lamprotornis nitens) |
|  |                                             |

|  | Keilschwanz-Glanzstar (Lamprotornis acuticaudus) |
|  |                                                  |
|  | Messingglanzstar (Lamprotornis chloropterus)     |
|  |                                                  |

|  | Grünschwanz-Glanzstar (Lamprotornis chalybaeus) |
|  |                                                 |
|  | Schillerglanzstar (Lamprotornis iris)           |
|  |                                                 |

|  | Purpurglanzstar (Lamprotornis purpureus)                                                                              |
|  | |
|  | \| \| Erzglanzstar (Lamprotornis chalcurus) \| \| \| \| \| \| Rotschulter-Glanzstar (Lamprotornis nitens) \| \| \| \| |
|  | |
|  | Erzglanzstar (Lamprotornis chalcurus)                                                                                 |
|  | |
|  | Rotschulter-Glanzstar (Lamprotornis nitens)                                                                           |
|  | |

|  | Erzglanzstar (Lamprotornis chalcurus)       |
|  |                                             |
|  | Rotschulter-Glanzstar (Lamprotornis nitens) |
|  |                                             |

|  | Grünschwanz-Glanzstar (Lamprotornis chalybaeus) |
|  |                                                 |
|  | Schillerglanzstar (Lamprotornis iris)           |
|  |                                                 |

|  | Purpurglanzstar (Lamprotornis purpureus)                                                                              |
|  | |
|  | \| \| Erzglanzstar (Lamprotornis chalcurus) \| \| \| \| \| \| Rotschulter-Glanzstar (Lamprotornis nitens) \| \| \| \| |
|  | |
|  | Erzglanzstar (Lamprotornis chalcurus)                                                                                 |
|  | |
|  | Rotschulter-Glanzstar (Lamprotornis nitens)                                                                           |
|  | |

|  | Erzglanzstar (Lamprotornis chalcurus)       |
|  |                                             |
|  | Rotschulter-Glanzstar (Lamprotornis nitens) |
|  |                                             |

|  | Keilschwanz-Glanzstar (Lamprotornis acuticaudus) |
|  |                                                  |
|  | Messingglanzstar (Lamprotornis chloropterus)     |
|  |                                                  |

|  | Grünschwanz-Glanzstar (Lamprotornis chalybaeus) |
|  |                                                 |
|  | Schillerglanzstar (Lamprotornis iris)           |
|  |                                                 |

|  | Purpurglanzstar (Lamprotornis purpureus)                                                                              |
|  | |
|  | \| \| Erzglanzstar (Lamprotornis chalcurus) \| \| \| \| \| \| Rotschulter-Glanzstar (Lamprotornis nitens) \| \| \| \| |
|  | |
|  | Erzglanzstar (Lamprotornis chalcurus)                                                                                 |
|  | |
|  | Rotschulter-Glanzstar (Lamprotornis nitens)                                                                           |
|  | |

|  | Erzglanzstar (Lamprotornis chalcurus)       |
|  |                                             |
|  | Rotschulter-Glanzstar (Lamprotornis nitens) |
|  |                                             |

|  | Grünschwanz-Glanzstar (Lamprotornis chalybaeus) |
|  |                                                 |
|  | Schillerglanzstar (Lamprotornis iris)           |
|  |                                                 |

|  | Purpurglanzstar (Lamprotornis purpureus)                                                                              |
|  | |
|  | \| \| Erzglanzstar (Lamprotornis chalcurus) \| \| \| \| \| \| Rotschulter-Glanzstar (Lamprotornis nitens) \| \| \| \| |
|  | |
|  | Erzglanzstar (Lamprotornis chalcurus)                                                                                 |
|  | |
|  | Rotschulter-Glanzstar (Lamprotornis nitens)                                                                           |
|  | |

|  | Erzglanzstar (Lamprotornis chalcurus)       |
|  |                                             |
|  | Rotschulter-Glanzstar (Lamprotornis nitens) |
|  |                                             |

|  | Keilschwanz-Glanzstar (Lamprotornis acuticaudus) |
|  |                                                  |
|  | Messingglanzstar (Lamprotornis chloropterus)     |
|  |                                                  |

|  | Grünschwanz-Glanzstar (Lamprotornis chalybaeus) |
|  |                                                 |
|  | Schillerglanzstar (Lamprotornis iris)           |
|  |                                                 |

|  | Purpurglanzstar (Lamprotornis purpureus)                                                                              |
|  | |
|  | \| \| Erzglanzstar (Lamprotornis chalcurus) \| \| \| \| \| \| Rotschulter-Glanzstar (Lamprotornis nitens) \| \| \| \| |
|  | |
|  | Erzglanzstar (Lamprotornis chalcurus)                                                                                 |
|  | |
|  | Rotschulter-Glanzstar (Lamprotornis nitens)                                                                           |
|  | |

|  | Erzglanzstar (Lamprotornis chalcurus)       |
|  |                                             |
|  | Rotschulter-Glanzstar (Lamprotornis nitens) |
|  |                                             |

|  | Grünschwanz-Glanzstar (Lamprotornis chalybaeus) |
|  |                                                 |
|  | Schillerglanzstar (Lamprotornis iris)           |
|  |                                                 |

|  | Purpurglanzstar (Lamprotornis purpureus)                                                                              |
|  | |
|  | \| \| Erzglanzstar (Lamprotornis chalcurus) \| \| \| \| \| \| Rotschulter-Glanzstar (Lamprotornis nitens) \| \| \| \| |
|  | |
|  | Erzglanzstar (Lamprotornis chalcurus)                                                                                 |
|  | |
|  | Rotschulter-Glanzstar (Lamprotornis nitens)                                                                           |
|  | |

|  | Erzglanzstar (Lamprotornis chalcurus)       |
|  |                                             |
|  | Rotschulter-Glanzstar (Lamprotornis nitens) |
|  |                                             |